# Пенемюнде (полигон)
 Тази статия е за едноименния военен полигон.  За общината в Германия вижте Пенемюнде.  
Пенемюнде (на немски: Peenemünde Schießplatz) е ракетен център на Третия райх край град Пенемюнде в североизточната част на Германия.
Включва военен полигон и изследователски център, създаден през 1937 г. Там е създадена първата в света балистична ракета „Фау-2“, проектирана от Вернер фон Браун. Първият успешен пробен старт е осъществен на 3 октомври 1942 г. Ракетата достига височина от 80 км.
В Пенемюнде е бил построен най-големият в Европа аеродинамичен тунел, създаден за изключително кратък срок – в рамките само на година и половина. Там се е намирал най-големият завод за добив на течен кислород. През 1943] година числеността на основния персонал на полигона надвишава 15 000 души. Нови стендове са позволявали изпитания на двигатели с тяга от 100 kg до 100 t.
На северния край на остров Узедом в близост до Пенемюнде са оборудвани стартови позиции за ракети, както и бункери за управление на изстрелвания. Цялото трасе за възможни изстрелвания в посока север-североизток е оборудвано със средства за управление и наблюдение на ракети.
Именно ракетата „Фау-2“ става първия в историята изкуствен обект, извършил суборбитален космически полет. През първата половина на 1944 г., с цел отстраняване на грешки в конструкцията, са осъществени редица вертикални стартове на ракети с удължено (до 67 сек.) време на изгаряне на горивото, при което е достигната височина на издигане от 188 километра.

## История
От 1942 г. Германия разработва и някои нетрадиционни летящи апарати като дисколета на конструктора Джузепе Белонце и „летяща палачинка“ на Цимерман. Изпитанията им се провеждат през 1943 г. на полигона Пенемюнде.
На 17 август 1943 г. британските кралски военновъздушни сили извършват налет над Пенемюнде – 597 тежки бомбардировачи Avro Lancaster и Handley Page Halifax изсипват хиляди фугадосни бомби и запалителни бомби над полигона. Германците успяват да свалят само 47 самолета. Загиват 735 души, сред които главният конструктор на ракетните двигатели д-р Валтер Тил, както и много водещи специалисти. Заместник-командирът на Луфтвафе генерал-полковник Ханс Ешонек отговарящ за противовъздушната отбрана в района, се самоубива. Едновременно с налета над Пенемюнде са бомбардирани фабрики в Германия и стартови ракетни площадки по крайбрежието на Франция.
Това действие на Съюзниците забавя пускането в серийно производство на „Фау-2“ с повече от 6 месеца. Бомбардирайки полигона в Пенемюнде, британците унищожават и бараките на концлагер с работниците, където са настанени и поляците, изпратили преди това в Лондон подробните планове на полигона. Загиват общо 213 затворници: 91 поляци, 23 украинци, 17 французи и 82-ма с неустановена националност.
На 8 февруари 1945 г. група съветски пленници начело с пилота Михаил Девятаев осъществява бягство от концлагера в Пенемюнде, завладявайки немски бомбардировач „Heinkel He 111“.
На 14 февруари 1945 г. от площадка № 7 в Пенемюнде излита последната ракета „Фау-2“ с фабричен номер 4299.
Ракетният център е бил свързан с подземния завод за производство на ракети „Фау-2“, където са произведени около общо 5000 броя, а производителността достига до 900 ракети месечно.
В близост до завода „Мителверк“, на южния склон на планината Конщайн, се е намирал концентрационният лагер „Дора“, осигуряващ на завода лишени от свобода хора за принудителна работа. Заради оскъдната храна смъртността от изтощение сред работниците в завода е била висока. По-късно в лагер „Дора“ е разкрит масов гроб на 25 хиляди души, а още 5 хиляди са разстреляни преди настъплението на американските войски.
Със старта на трофейните, а по-късно и модифицирани ракети „Фау-2“, започват както американската, така и съветската космически програми.
Към момента на територията на бившия полигон Пенемюнде е разположен музей на авиационната, ракетната и военноморската техника.